# It Takes Three

It Takes Three est une comédie américaine réalisée par Scott Coffey sortie en 2021.

## Fiche technique
- Titre original : It Takes Three
- Titre français : It Takes Three
- Réalisation : Scott Coffey
- Scénario : Logan Burdick et Blair Mastbaum
- Musique : Chris Arena
- Photographie : Nicole Hirsch Whitaker
- Montage : Robin Gonsalves
- Production : Jude Harris, Kevin Herrera, Chris Mangano et Van Toffler
- Société de production : Gunpower & Sky
- Pays :   États-Unis
- Genre : Comédie
- Durée : 90 minutes
- Dates de sortie :
  - États-Unis : 3 septembre 2021

## Distribution
- Jared Gilman : Cy
- David Gridley : Chris
- Aurora Perrineau : Roxy
- Mikey Madison : Kat
- Thelonius Serrell-Freed : Alex
- Anya Marina : Proviseur Hendrix
- Blair Mastbaum : un professeur
- Lori Alan : Sara